# Гунчанська сільська рада
Гунчанська сільська рада — колишній орган місцевого самоврядування у Гайсинському районі Вінницької області з адміністративним центром у с. Гунча.

## Населені пункти
Сільській раді були підпорядковані населені пункти:
- с. Гунча
- с. Адамівка

## Склад ради
Рада складалася з 14 депутатів та голови.

## Керівний склад сільської ради
| ПІБ                           | Основні відомості                                                                                                | Дата обрання | Дата звільнення |
| ----------------------------- | --- | ------------ | --------------- |
| Загребельна Оксана Миколаївна | Сільський голова, 1969 року народження, освіта, член Української Народної Партії                                 | 26.03.2006   | 31.10.2010      |
| Бомко Сергій Петрович         | Сільський голова, 1970 року народження, освіта середня спеціальна, член Всеукраїнського об'єднання «Батьківщина» | 31.10.2010   |                 |

Примітка: таблиця складена за даними джерела

## Історія
На 1 жовтня 1959 площа 3237 га, населення 2052 чоловік, 2 сільських населених пункти.